# Tractat de Traverse des Sioux

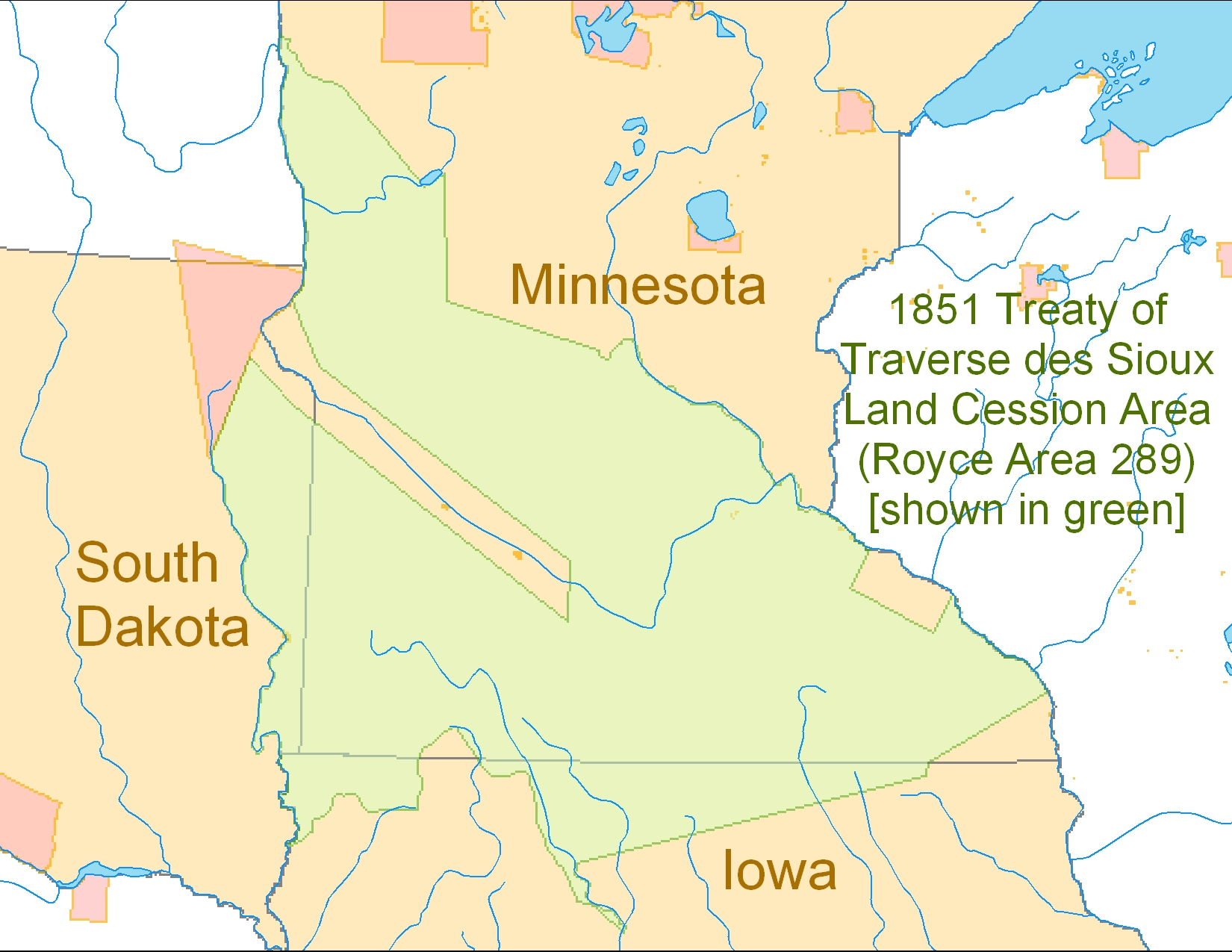
La terra cedida pel tractat de Traverse des Sioux es mostra en gris al nord d'Iowa, sud de Minnesota i est de Dakota del Sud.

El Tractat de Traverse des Sioux (Llei EUA 10/949) fou un tractat signat el 23 de juliol de 1851 entre el govern dels Estats Units i les bandes sioux del Territori de Minnesota pel qual els sioux cedien territori. El tractat fou instigat per Alexander Ramsey, el primer governador del Territori de Minnesota, i Luke Lea, Comissionat d'afers indis a Washington, D.C.. Els Estas Units buscaven el tractat per guanyar control de terres agràries per a augmentar l'assentament.

## Antecedents
Les bandes Wahpeton i Sisseton dels alts dakota (a vegades pronunciats Dahkotah en els tractats) eren reticents a cedir molt terreny, però els membres més vells de les tribus creien que els resultats del Tractat de Prairie du Chien de 1825 i la derrota sioux en la Guerra de Black Hawk limitaven les seves opcions. Les bandes Wahpeton i Sisseton van cedir les seves terres al territori del sud i oest de Minnesota, juntament amb algunes terres a Iowa i el Territori de Dakota. A canvi, els Estats Units va prometre el pagament d'1.665.000 dòlars en diners i anualitats. A través del Tractat de Traverse des Sioux i el Tractat de Mendota, les bandes Mdewakanton i Wahpekute dels baixos sioux cediren un territori de gairebé 24.000.000 acres (97.000 km²). Els Estats Units pagaren als dakota una anualitat equivalent a 3 cèntims l'acre, i els colons cobraren 1,45 dòlars l'acre. Els Estats Units establiren dues reserves per als sioux al llarg del riu Minnesota, cadascuna d'uns 30 kilòmetres d'ample i 110 kilòmetres de llargada, que més tard es van fer temporal.
L'Agència Upper Sioux es va establir prop de Granite Falls (Minnesota), mentre que l'Agència Lower Sioux es va establir una trentena de quilòmetres riu avall, prop de Redwood Falls (Minnesota). Els sioux superiors no estaven satisfets amb la seva reserva a causa de l'escassetat de subministraments d'aliments, però ja que incloïa alguns dels seus antics pobles van accedir a quedar-se. Els baixos sioux van ser desplaçats dels seus boscos tradicionals, i no estaven satisfets amb el seu territori. Els sioux es ressentien del "paper del comerciant" separat que es va incloure en el tractat, ja que van pagar 400.000 $ del total de l'anualitat promesa en el tractat als comerciants de pells i mestissos que tenien reclamacions financeres contra les tribus. Els papers dels comerciants eren els documents que contenien els noms dels comerciants, inclosos en les reivindicacions abans esmentades, que eren els cànons deguts per operacions anteriors. Així mateix, es va establir que se'ls permeti prendre en moneda de terra el que podia haver estat propietat seva pels pagament del tractat amb els dakotes. Els dakota accediren a signar el tractat, però també va demanar una còpia. Al moment de signar la còpia, se'ls va demanar signar un tercer document que creien que era una tercera còpia. Els dakota va ser enganyats per signar aquests "papers de comerciant", ja que els intèrprets no els havien dit amb exactitud a què es referia el document.
Malgrat aquestes qüestions, l'aglomeració dels colons que es traslladaren a la zona significà més euroamericans envaïnt terres sioux. Com que els Estats Units havíem promès l'augment dels pagaments de renda vitalícia a canvi de més cessions de terres, els líders Sioux van anar a Washington, DC en 1858 per signar un altre parell dels tractats; aquests els van cedir una reserva al nord del riu Minnesota.
Els Estats Units planificaren els tractats per encoratjar els sioux a abandonar el seu estil de vida nòmada de caça pel més europeu assentament agrícola, oferint-los una compensació en la transició. El canvi forçat en l'estil de vida i els pagaments molt més baixos del que s'esperava del govern federal van causar patiment econòmic i augment de les tensions socials dins de les tribus. Finalment els seus ressentiments van esclatar en la Guerra Dakota de 1862

## Condicions
El preàmbul comença amb,
| «                                                        | Els articles d'un tractat fet i conclòs a Traverse des Sioux, sobre el riu de Minnesota, en el territori de Minnesota, en el dia vint de juliol de 1951, entre els Estats Units de Amèrica, per Lucas Lea, Comissionat d'Afers Indies, i Alexander Ramsey, governador i ex officio superintendent d'afers indis en el territori, els comissionats degudament nomenats per a tal fi, i les bandes See-see-Toan i Wah-pay-Toan d'indis dakota o sioux ... | » |
| — Tractat amb les bandes sious sisseton i wahpeton, 1851 | |   |

Els termes abreviats del tractat eren:
1. La pau i amistat serà perpètua

2. Terra cedida

3. Ratllades.

4. Pagaments i altres pagaments en fideïcomís.

5. Lleis contra els licors a territori indi.

6. Normes i reglaments per protegir els drets de les persones i béns entre els indis.
Entre els signants hi havia Sleepy Eye, dels sioux Sisseton.